# 李慧卿
李慧卿（韩语： I hye-gyeong，1996年1月12日—），韩国女子柔道运动员，2014年夏季青年奥林匹克运动会女子48公斤级铜牌得主、2024年夏季奥林匹克运动会混合团体铜牌得主。